# Morgan Uceny
Morgan Uceny (* 10. März 1985 in Plymouth, Indiana) ist eine ehemalige US-amerikanische Leichtathletin, die sich auf den Mittelstreckenlauf spezialisiert hat.

## Sportliche Laufbahn
Morgan Uceny wuchs in Indiana auf und absolvierte bis 2007 ein Studium an der Cornell University. Erste internationale Erfahrungen sammelte sie bei den Panamerikanischen Spielen 2007 in Rio de Janeiro und schied dort mit 2:04,13 min in der Vorrunde im 800-Meter-Lauf aus. 2010 wurde sie beim London Grand Prix in 1:59,32 min Dritte über 800 Meter und klassierte sich damit erstmals unter den besten Drei bei einem Rennen der Diamond League. Im Jahr darauf siegte sie in 4:05,52 min im 1500-Meter-Lauf bei der Athletissima in Lausanne sowie in 4:05,64 min beim British Grand Prix in Birmingham. Beim Herculis in Monaco wurde sie in 4:01,51 min Dritte und anschließend gelangte sie bei den Weltmeisterschaften in Daegu mit 4:19,71 min im Finale auf Rang neun. Zum Saisonabschluss siegte sie in 4:00,06 min beim Memorial van Damme in Brüssel und sicherte sich damit den Gesamtsieg in der Diamond League über 1500 Meter. 2012 erreichte sie bei den Olympischen Sommerspielen in London das Finale über 1500 Meter, erreichte dort aber nicht das Ziel. In den folgenden Jahren konnte sie nicht mehr an ihre guten Leistungen anknüpfen, ehe sie ihre aktive sportliche Karriere 2016 im Alter von 31 Jahren beendete.
In den Jahren 2011 und 2012 wurde Uceny US-amerikanische Meisterin im 1500-Meter-Lauf im Freien sowie 2010 in der Halle.

## Persönliche Bestleistungen
- 800 Meter: 1:58,37 min, 19. Juli 2011 in Lignano Sabbiadoro
  - 800 Meter (Halle): 1:59,97 min, 19. Februar 2011 in Birmingham
- 1500 Meter: 4:00,06 min, 16. September 2011 in Brüssel
  - 1500 Meter (Halle): 4:05,35 min, 22. Februar 2011 in Stockholm